# João Cristiano do Palatinado-Sulzbach
João Cristiano do Palatinado-Sulzbach (em alemão:  Johann Christian Joseph, 23 de janeiro de 1700 – 20 de julho de 1733) foi um príncipe alemão membro do ramo Palatino (linha do Palatinado-Sulzbach) da Casa de Wittelsbach que veio a governar o Ducado do Palatinado-Sulzbach entre 1732 e 1733.
Era o segundo filho varão do duque Teodoro Eustáquio do Palatinado-Sulzbach (1659–1732) e da sua consorte, Maria Leonor de Hesse-Rotemburgo (1675–1720). O seu irmão mais velho era José Carlos do Palatinado-Sulzbach, que veio a falecer antes do pai.

## Vida
Após a morte do irmão mais velho, João Cristiano tornou-se no herdeiro dos estados de seu pai e, em 1732, sucede-lhe como Duque do Palatinado-Sulzbach, vindo a morrer em Sulzbach logo no ano seguinte.
Também na linha senior dos Wittelsbach (a linha do Palatinado-Neuburgo) havia problemas sucessórios. Por volta de 1716 já era evidente que essa linha se iria extinguir, dado que nem Carlos III Filipe, Eleitor Palatino, nem nenhum dos irmãos, haviam tido descendência masculina legítima. Assim, seria a linha de Sulzbach que lhes sucederia, concentrando os territórios do Eleitorado e dos Ducados Palatinos de Neuburgo e Sulzbach. A este património juntavam-se ainda os Ducados de Jülich e de Berg.

## Casamento e descendência
João Cristiano casou duas vezes:
- Em 17722, casou com Maria Henriqueta de La Tour de Auvérnia (1708–1728), filha de Francisco Egon de La Tour de Auvérnia, Príncipe de Auvérnia, de quem teve dois filhos:
  - Carlos Teodoro (Karl Theodor) (1724–1799); que veio a ser Eleitor Palatino em 1742, e Eleitor da Baviera em 1777;
  - Maria Ana (Marie Anne) (1728).

- Em 1731, casou com Leonor de Hesse-Rotemburgo  (1712-1759), sem descendência.